# ロドニー・コンゴロ
ロドニー・ンケレ・コンゴロ（Rodney Nkele Kongolo、1998年1月9日 - ）は、オランダとコンゴ民主共和国のサッカー選手。ポジションはMF。

## クラブ歴

### マンチェスター・シティ
ロッテルダムに生まれ、フェイエノールトの下部組織でサッカーを始めた。2013年、オランダU-16代表で活躍した事によって、プレミアリーグのアーセナルFC、チェルシーFC、マンチェスター・シティFCが獲得に乗り出した。当時の彼はまだ15歳で、ナタン・アケやジェフリー・ブルマ、カイル・エベシリオのようにこの年齢で移籍されるとフェイエノールトには移籍金が1円も入らない事から、クラブは移籍を渋った。2014年1月に16歳を迎えた彼は同年3月にマンチェスター・シティ EDSに移籍した。同年7月にプロ契約を締結した。
マンチェスター・シティ EDSではボックス・トゥ・ボックス、あるいはより守備的なポジションで起用された。UEFAユースリーグに臨むU-19チームやプレミアリーグ2所属のU-23チームでは主将を任せられた。2016-17シーズンにはEDSでの選手選出最優秀選手となった。
しかし結果的にはマンチェスター・シティのトップチームでは1試合も出場する事なく退団した。

### ドンカスター・ローヴァーズ
2017年8月3日にフットボールリーグ1所属のドンカスター・ローヴァーズFCに半年の期限付き移籍。
開幕節の70分にマティ・ブレイルに代わって投入され、選手初出場。8月8日のEFLカップでは選手としては2試合目の出場で初得点を記録した。その後は中盤にポジションを確保。2018年1月4日にはシーズン末までの期限付き移籍期間延長が為された。2017-18シーズンは全て合わせて42試合1得点の出場記録となった。

### ヘーレンフェーン
2018年7月18日に3年契約でSCヘーレンフェーンに完全移籍。移籍金は75万ポンド前後とみられる。
同シーズン開幕節で57分にネマニャ・ミハイロヴィッチに代わって投入され移籍後初出場を記録。8月17日にはヘーレンフェーンで初めてのスターティングメンバーとなり、試合も勝利した。

### コゼンツァ
2022年1月31日、コゼンツァ・カルチョに移籍した。

## 代表歴
年代別代表ではオランダ代表として出場を重ねた。2013年1月にU-15代表に招集されたのが初めての代表招集であった。4月16日に行われたベルギーU-15代表戦では主将としてフル出場を記録した。また5月14日のドイツU-15代表戦でも主将を務めた。2ヶ月で4試合に出場した。
U-16代表には2013年9月に初招集。翌月29日の試合で途中投入されU-16代表初出場を記録した。31日の試合ではスターティングメンバーとして出場。翌年5月までに9試合の出場を記録した。
U-17代表には2014年9月に初招集。同月10日に初出場を記録した。合計で4試合の出場を記録したが、9月と10月の2ヶ月のみで時期としては短かった。
U-18代表には2015年8月に初招集。9月3日の試合で初出場。翌年3月までの期間に6試合の出場を記録した。
U-19代表には2016年8月に初招集。9月1日に初出場を記録した。2017年6月にはUEFA U-19欧州選手権2017のメンバーに選出され、ブルガリアU-19代表戦で1得点を記録した。4試合に出場したが、準決勝でポルトガルU-19代表に敗れた。
U-20代表には2017年8月に初招集。9月4日に初出場を記録した。

## 私生活
オランダ・ロッテルダムに生まれたが、ルーツはコンゴ民主共和国にある。兄のテレンス・コンゴロもサッカー選手。
オランダ語のみならず、英語、フランス語も操るマルチリンガルである。